# Ville métropolitaine de Bologne
La ville métropolitaine de Bologne (Città metropolitana di Bologna en italien) est une ville métropolitaine italienne, dans la région d'Émilie-Romagne, dont le chef-lieu est Bologne. Elle remplace la province de Bologne le 1er janvier 2015.

## Géographie
La ville métropolitaine de Bologne comprend l'Émilie sud-orientale et sept communes dont le territoire est entièrement compris dans la région historico-géographique de la Romagne : Borgo Tossignano, Casalfiumanese, Castel del Rio, Dozza, Fontanelice, Imola et Mordano.
Elle est limitrophe des provinces de Ferrare au nord, de Modène à l'ouest et de 
Ravenne à l'est, ainsi qu'avec la région de Toscane au sud, avec la ville métropolitaine de Florence et les provinces de Pistoia et de Prato.
Le territoire provincial s’étends principalement en plaine et en colline (la montagne occupe 21,3 % de la province, contre une moyenne régionale de 25 %).
| -        | ha      | %     |
| -------- | ------- | ----- |
| Plaine   | 158 258 | 42,75 |
| Colline  | 132 955 | 35,91 |
| Montagne | 79 006  | 21,34 |
| Total    | 370 219 | 100   |

### Fleuves
Les fleuves principaux qui traversent le territoire provincial sont le Reno (211 km), qui recueille toutes les eaux du Bolonais, le Santerno (85 km), le Sillaro (66 km), le Savena (54 km), le Samoggia (44 km), le Setta (40 km), et l'Idice.

### Collines

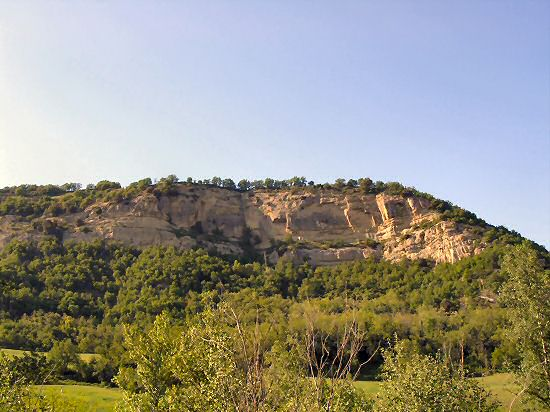
Les contreforts pliocèniques.

Dans le vaste système collinaire émergent deux dorsales qui s’étendent transversalement  aux vallées principales: le contrefort pliocénique et la Vena del gesso. Les calanques caractéristiques et presque uniques au monde, formations collinaires érodées par les pluies sur les versants argileux de densités diverse, présentes le long de la Vena del gesso sur les collines depuis Reggio Emilia jusqu’à la province de Rimini.

### Plaines
La plaine s’étend au sud du Pô, l'ancienne valle Padusa marécageuse fut assainie par des travaux de bonification et par le détournement des rivières, torrents et ruisseaux dans le fleuve Reno, lui-même détourné du Pô par le Cavo Benedettino au XVIIIe siècle. La bonification a libéré une importante superficie destinée à l'agriculture.

### Montagnes
Au sortir de Bologne en direction des Apennins, aussitôt les vingt premiers kilomètres passés, les collines se transforment rapidement en montagne. À 50 km de Bologne (76 mètres d’altitude) et à la limite de la province, le Passo della Raticosa est déjà à 968 mètres. À la limite de la Toscane, le mont Calvi culmine à 1 283 mètres en dominant les lacs de Brasimone (sur la rivière du même nom, affluent de la Setta) et de Suviana (sur la Limentra, affluent du Reno). Plus à l’ouest le Corno alle Scale culmine à 1 945 m.

## Histoire
La ville métropolitaine de Bologne est créée le 1er janvier 2015, en application de la loi no 56 du 7 avril 2014 intitulée : « dispositions sur les villes métropolitaines, les provinces, les unions et les fusions de municipalités ». Elle se substitue à la province de Bologne sur le même territoire.

## Politique et administration
La ville métropolitaine est dirigée par un maire, qui est celui de la ville de Bologne, un conseil métropolitain élu et une conférence métropolitaine consultative, tous deux présidés par le maire. Le siège des institutions est le palais Malvezzi.
| Période          | Période  | Identité        | Étiquette       | Qualité                      |
| ---------------- | -------- | --------------- | --------------- | ---------------------------- |
| 1er janvier 2015 | en cours | Virginio Merola | Parti démocrate | Maire de Bologne depuis 2011 |

## Nature
Le patrimoine de la flore et de la faune du territoire bolonais est géré par un système qui comprend 21 aires protégées et 31 sites d’importance communautaire (71 684 ha, soit 19,36 % de la superficie provinciale, en 2004).
On trouve en particulier cinq parcs régionaux (Corno alle Scale, Gessi Bolognesi et calanques dell'Abbadessa, Monte Sole, Abbazia di Monteveglio, lacs de Suviana et Brasimone), deux parcs provinciaux (Montovolo, La Martina), une réserve naturelle (Bosco della Frattona), et treize aires de rééquilibre écologique (ARE).

## Économie
Agriculture : 
- Les secteurs moteurs de l’économie régionale sont l'agriculture (potagère, céréalière), l'élevage (porcs et bovins) et la petite et moyenne industrie du secteur alimentaire. La zone de plaine et aussi occupée par des plantations fruitières, alors que sur les collines la vigne fournit d’excellents vins.

Mécanique :
- Secteur automobile avec Lamborghini et secteur motocycliste avec Ducati.
- Secteur de l’industrie avec la présence de plusieurs fonderies, usines de mécanique lourde et de précision, petites et moyennes entreprises de sous-traitance, d’artisanat et d’électronique.

Bâtiment :
- Usines de céramique.

Divers :
- La Foire de Bologne (Fiera di Bologna), dont la première manifestation date de 1888, où sont organisées des manifestations internationales (Motor Show).
- L'interport de Bologne pour le traitement des marchandises provenant par conteneurs du port de Ravenne.

## Transports
- Routier :
  - avec la très ancienne Via Emilia (de Milan à Rimini), voie romaine qui traverse la cité.
  - le nœud autoroutier avec l’autoroute A1 en provenance de Milan et de Florence, la A14 en direction d’Ancône et qui longe la côte Adriatique jusqu’à Bari. La A13 qui monte au nord en desservant Ferrare, Padoue, Venise et les zones du Brenner.

- Ferroviaire : comme pour le réseau autoroutier, Bologne est un nœud ferroviaire ouest-est (ligne transalpine Bâle-Milan, Milan-Bologne, Bologne-Ancona, Bologne-Florence-Rome, Bologne-Venise-Brenner). La nouvelle ligne ferroviaire à grande vitesse en provenance de Milan est en cours de construction depuis 2006.

- Aérien : avec l’aéroport G.Marconi de Borgo Panigale à 6 km de Bologne.

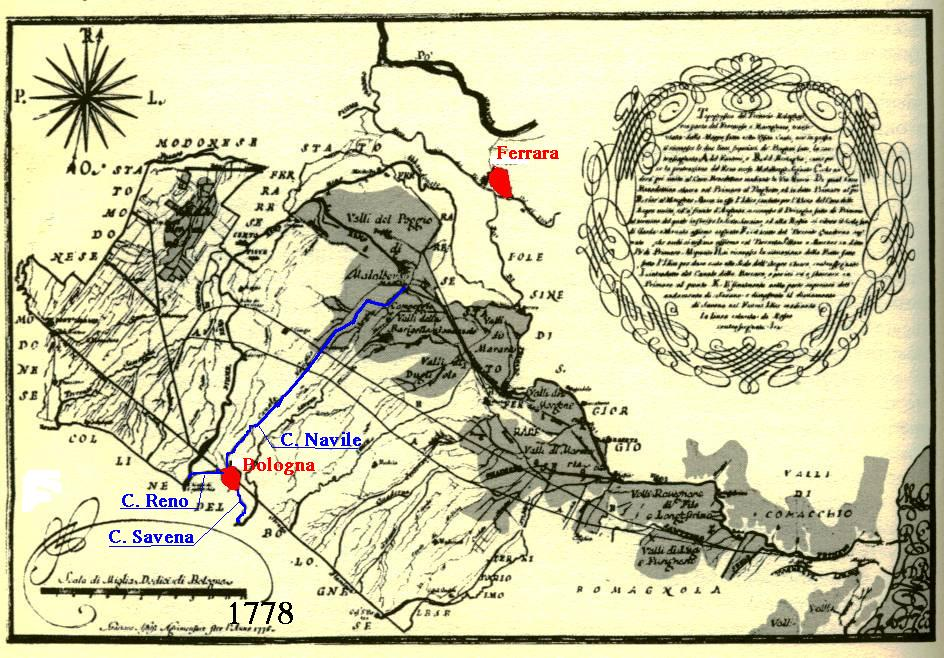
La Valle Paduse et les canaux de Bologne en 1778.

- Fluviale : du Haut Moyen Âge jusqu’en 1952, la cité de Bologne était desservie par le canale Navile creusé en 1208, qui faisait partie des canaux de Bologne et qui reliait la cité avec Milan, Ferrare, Venise et la mer, en rejoignant le Pô di Primaro à travers la Valle Padusa (ancienne partie marécageuse au sud du delta du Pô. Le port Navile faisait de Bologne le plus important port fluvial d’Italie, notamment pour l’exportation des produits traités grâce aux moulins situés sur le canale delle Moline, principalement le filage de la soie, les tanneries et différents métiers utilisant la force motrice de l’eau avant l’avènement de l’industrie au début du XIXe siècle.

## Communes principales
- Bologne - 373 170 habitants
- Imola - 66 842 habitants
- Casalecchio di Reno - 34 687 habitants
- San Lazzaro di Savena - 30 200 habitants
- San Giovanni in Persiceto - 25 906 habitants

### Ethnies et minorités étrangères
Selon les données de l’Institut national de statistique (ISTAT) au 1er janvier 2011 la population étrangère résidente était de 102 809 personnes soit 10,4 % de la population totale.
Les nationalités majoritairement représentatives étaient :
| Pos. | Pays      | Population |
| ---- | --------- | ---------- |
| 1    | Roumanie  | 17 720     |
| 2    | Maroc     | 14 817     |
| 3    | Albanie   | 7 559      |
| 4    | Moldavie  | 6 261      |
| 5    | Ukraine   | 5 427      |
| 6    | Pakistan  | 5 287      |
| 7    | Chine     | 4 375      |
| 8    | Tunisie   | 4 211      |
| 9    | Pologne   | 2 693      |
| 10   | Sri Lanka | 1 917      |